# Pomorska škola Zadar
Pomorska škola Zadar smještena je na zadarskom poluotoku, pokraj Kopnenih vrata u lučici Foša. Osnovana je 1957. godine. Danas škola školuje polaznike tri usmjerenja:
- Tehničar za brodostrojarstvo
- Nautički tehničar
- Tehničar za logistiku i špediciju

## Povijest škole
Na zadarskom području još od najstarijih vremena bilo je dosta pomoraca, ali stjecajem raznih okolnosti bili su nekvalificirani, polukvalificirani ili kvalificirani pomorci (bassa forza).  Jugoslavenska tankerska plovidba, danas pod imenom Tankerska plovidba, podržala je osnivanje Srednje pomorske škole u Zadru-nautičkog i brodostrojarskog smjera. Na sjednici Radničkog savjeta održanoj 31. srpnja 1957. u Solinu na m/t Lendava odlučeno je da se da novčani doprinos za srednju Pomorsku školu Zadar. Kroz daljnji rad i život školu je Tankerska plovidba pomagala u svakom pogledu. Kadrovi, školovani u Pomorskoj školi Zadar, zaposleni su u raznim poduzećima, ustanovama, školama i na raznim drugim mjestima u Zadru i svijetu nastavljajući time slavnu tradiciju svojih očeva i svih pomoraca kraja i domovine Hrvatske.

## Škola danas
Danas Pomorska škola Zadar radi kao srednja strukovna škola s četverogodišnjim programom. Nastava koja se izvodi u Pomorskoj školi Zadar obavlja se po STCW konvenciji. Dio nastave održava se u općim, a dio u specijaliziranim učionicama. Upotrebom nautičkog simulatora Poseidon Borealis, brodostrojarskog simulatora Unitest, GMDSS sustava, radionice strojne obrade, računalnim kabinetima, INMARSAT, Navtex-om, brodicom Pomorske škole za uvježbavanje mornarskih vještina, škola tehnološki prati napredak razvoja pomorske tehnologije u svijetu. Predstavnici certifikatorskih ustanova, BVQI (Bureau Veritas Quality International) iz Londona i HRB (Hrvatski registar brodova) obavili su vanjsku prosudbu: uvid u dokumentaciju sustava kvalitete, te način primjene dokumentiranih postupaka, te je škola dobila certifikat ISO 9001-2000. U školi je aktivna nakladnička djelatnost. U sklopu škole djeluje aktiv dragovoljnih darovatelja krvi (DDK), školski športski klub IDRO, ECDL ispitni centar, SEMEP.

## Vanjske poveznice
- Stranice škole